# AlphaFold
AlphaFold est un logiciel d'intelligence artificielle développé par Google DeepMind qui fournit une prédiction de la structure des protéines à partir de leur séquence en acides aminés. En 2018, sa première version se classe en tête du concours Critical Assessment of Protein Structure Prediction (CASP (en)). En 2020, sa seconde version remporte à nouveau le concours avec un niveau de précision salué par le monde scientifique, étant parfois même qualifié de révolutionnaire. Des centaines de milliers de prédiction de structures ainsi que la version AlphaFold 2 du logiciel sont mis en accès libre à partir de 2021. Cette avancée vaut aux développeurs de DeepMind Demis Hassabis et John Jumper de partager avec David Baker le prix Nobel de chimie en 2024.

## Description

### Principe
AlphaFold est un logiciel d'intelligence artificielle (IA) qui fait appel à l'apprentissage profond.
En 2020, selon John Jumper (chef du développement d'AlphaFold chez DeepMind), interviewé dans la revue Science, AlphaFold associe l'apprentissage profond à un « algorithme d'attention » qui en quelque sorte copie la manière dont un humain assemble les pièces d'un puzzle quand il connecte entre eux de petits amas de pièces préalablement réalisés (un amas représentant ici un petit assemblage d'acides aminés).
AlphaFold utilise 128 processeurs d'apprentissage automatique qui ont entraîné cet algorithme sur environ 170 000 structures protéiques déjà connues .
L'IA peut ensuite modéliser des protéines constituées de dizaines à centaines d'acides aminés en tenant compte de ce qu'elle a appris sur la manière dont l'ordre de ces acides aminés dicte la façon très complexe dont « la myriade de poussées et de tractions entre eux donne naissance aux formes 3D complexes des protéines, qui, à leur tour, déterminent leur fonctionnement. La connaissance de ces formes aide les chercheurs à concevoir des médicaments qui peuvent se loger dans les poches et les crevasses des protéines. Il devient alors possible de synthétiser des protéines avec la structure souhaitée, ce qui pourrait ainsi accélérer le développement d'enzymes fabricant des biocarburants ou dégradant les déchets plastiques ».

### Base de données
En 2021, DeepMind a ouvert une base de données publique de modèles de structure prédits par AlphaFold, pour plus de 365 000 protéines humaines, et de 20 organismes modèles; prévoyant d'y ajouter plus de 100 millions de protéines issues de diverses espèces. En 2024, cette base contient « des prédictions de structure pour presque toutes les protéines connues ». Elle pourrait révolutionner la chimie et la biochimie computationnelles.

### Limites d'AlphaFold
Bien que les prédictions d'AlphaFold aient révolutionné la biologie structurale, elles ne sont pas exemptes d'erreurs. Une étude publiée en 2021 dans Nature Methods compare les structures protéiques déterminées expérimentalement via des techniques comme la cristallographie aux rayons X avec les prédictions générées par AlphaFold. Les résultats montrent que, bien que globalement très précises, les prédictions de l'IA présentent de légères déviations par rapport aux structures obtenues expérimentalement.
Martin Weigt, professeur en biologie computationnelle à Sorbonne Université, explique que les prédictions d'AlphaFold sont « systématiquement un peu plus éloignées des structures expérimentales, même si ces écarts restent minimes ». Ces petites différences soulignent que la détermination expérimentale des structures reste importante, notamment pour valider ou affiner les prédictions générées par AlphaFold.

## Historique

### AlphaFold 1
Fin 2018, la première version du logiciel AlphaFold permet à une équipe de chercheurs de se classer première lors du 13e concours Critical Assessment of Protein Structure Prediction (CASP (en)). Cette version utilise un réseau neuronal profond pour estimer une carte de distance entre les résidus et un potentiel statistique pour optimiser la structure. Elle a particulièrement bien réussi à prédire la structure la plus précise de cibles classées parmi les plus difficiles par les organisateurs du concours, et pour lesquelles aucune structure modèle existante n'était disponible[réf. souhaitée].

### AlphaFold 2
En novembre 2020, avec AlphaFold 2, l'équipe gagne une seconde fois le concours du CASP,, atteignant un niveau de précision inégalé pour la prédiction de structures protéiques,,. Ces résultats sont décrits comme révolutionnaires,,,,,, et pouvant faire gagner des décennies aux laboratoires de recherche. Cette version du logiciel utilise alors un système de sous-réseaux couplés basés sur des transformeurs, lui permettant d'affiner progressivement les informations sur les relations entre les résidus et les séquences, pour prédire la structure finale. Ces résultats sont qualifiés de « stupéfiants » et « transformationnels » et cette IA est saluée comme une avancée majeure pour la biologie et l'accélération de la recherche en santé, chimie et pharmacochimie. Selon Science, cette IA « a résolu l'un des grands défis de la biologie : prédire comment les protéines s'enroulent à partir d'une chaîne linéaire d'acides aminés en formes 3D qui leur permettent d'effectuer les tâches de la vie », et semble déjà assez précise pour prédire les effets d'une unique mutation.
La précision reste cependant insuffisante pour un tiers des prédictions de l'IA, et le calcul ne révèle pas le mécanisme ou les règles du repliement des protéines, faisant que ce problème ne peut être considéré comme complètement résolu,. Elle ne prend pas non plus en compte les interactions entre les protéines et d'autres molécules, ni les modifications post-traductionnelles qui peuvent affecter la structure et la fonction des protéines. Les méthodes traditionnelles expérimentales (cristallographie aux rayons X, cryo-microscopie électronique (cryo-EM) ne donnent pas toujours de bons résultats non plus.
En juillet 2021, AlphaFold 2 est décrit dans un article publié dans Nature. Le logiciel est libre, de même qu'une base de données regroupant les structures de la plupart des protéines de plusieurs espèces, dont 20 000 protéines humaines,. La même année, un groupe de recherche d'Harvard met en ligne un outil « notebook » permettant de tester AlphaFold 2 sans avoir à l'installer sur son ordinateur,,.
En septembre 2022, grâce aux résultats d'AlphaFold, il est annoncé que Demis Hassabis, directeur général de DeepMind, et John Jumper (en) reçoivent le prix des avancées capitales dans les sciences de la vie « pour avoir développé une méthode d'apprentissage (pour intelligence artificielle) en profondeur qui prédit rapidement et avec précision la structure tridimensionnelle des protéines à partir de leur séquence d'acides aminés ».

### AlphaFold 3
Annoncé le 8 mai 2024, AlphaFold 3 est co-développé par Google DeepMind et Isomorphic Labs, deux filiales d'Alphabet. AlphaFold 3 ne se limite pas aux protéines, il peut également prédire la structure et les interactions avec l'ADN, l'ARN et certains ligands ou ions.
AlphaFold 3 introduit l'architecture "Pairformer", une nouvelle variante de l'architecture transformeur, similaire mais plus simple que l'architecture Evoformer introduite avec AlphaFold 2. Les prédictions du module Pairformer sont transmises à un modèle de diffusion (en), qui commence avec un nuage d'atomes et utilise ces prédictions pour progresser itérativement vers une représentation en 3D de la structure moléculaire.
Le serveur AlphaFold est créé pour fournir un accès gratuit à AlphaFold 3 pour la recherche non commerciale. La capacité de prédire comment les protéines interagissent avec les molécules généralement trouvées dans les médicaments (telles que les ligands ou les anticorps) devrait significativement accélérer la découverte de nouveaux médicaments. L'entreprise Isomorphic Labs a d'ailleurs déclaré en mai 2024 qu'elle utilisait déjà AlphaFold 3 avec d'autres modèles d'IA pour automatiser le processus de découverte de médicaments.